# Xylocopa abbreviata
Xylocopa abbreviata är en biart som beskrevs av Hurd och Jesus Santiago Moure 1963. Xylocopa abbreviata ingår i släktet snickarbin, och familjen långtungebin. Inga underarter finns listade i Catalogue of Life.